# Вихідний тракт шлуночка
Вихідними трактами шлуночка називають частину правого і лівого шлуночків серця, через яку кров проходить перед виходом в великі артерії. Вихідний тракт правого шлуночка (conus arteriosus) поєднаний з легеневою артерією, а лівого шлуночка (артеріальний «вестибюль») поєднаний з аортою. Під час розвитку серця, вихідні тракти формуються з вторинного серцевого поля (зони ембріона, в якій формується серцевий м'яз)
Обидва тракти вистелені гладенькими міоцитами, що походять з ембріональної bulbus cordis.